# Pauline Coatanea
Pauline Coatanea (født 6. juli 1993 i Saint-Renan, Frankrig) er en fransk håndboldspiller der spiller for Brest Bretagne Handball og for Frankrigs håndboldlandshold.
Hun var med til at vinde OL-guld for Frankrig, ved Sommer-OL 2020 i Tokyo, efter finalesejr over Rusland, med cifrene 30-25.